# Hiltgunt Zassenhaus
Hiltgunt Margret Zassenhaus (10. juli 1916, Hamburg – 20. november 2004, Baltimore) fungererede under 2. verdenskrig som tolk, når norske og danske fanger i tyske tugthuse fik besøg af sømandspræster. Dette arbejde blev udført med større loyalitet over for fangerne og præsterne end over for de tyske myndigheder, hvorfor hun efter krigen blev omtalt som "tugthusfangernes engel".
Zassenhus blev i 1938 kandidat i skandinaviske sprog fra Universität Hamburg, hvor hendes brødre, hvoraf den ene var matematikeren Hans Julius Zassenhaus (1912-1991), også fik deres uddannelser. Hun blev straks efter sin eksamen tolk ved retten i Hamburg, og efter udbruddet af 2. verdenskrig blev hun tillige ansat ved postcensuren i Hamburg, hvor hun skulle gennemlæse breve til og fra de skandinaviske lande. Her sørgede hun for, at breve fra de jødiske ghettoer i Polen med bønner om at sende pakker med fødevarer kom videre til deres skandinaviske modtagere.
I 1943 begyndte hun at læse medicin og blev kort efter tolk for først den norske sømandspræst, Conrad Vogt-Svendsen, og siden også den danske, Sophus Boas, når de besøgte deres landsmænd i tugthuset i Hamburg. Da fangerne senere blev placeret i forskellige tugthuse rundt omkring i Tyskland, rejste hun sammen med præsterne til en del af disse. Under disse besøg sørgede hun for, at der kunne tales frit og var med til at smugle især tobak ind til fangerne. Hun udarbejdede også et kartotek over, hvor de forskellige fanger befandt sig, da det var nødvendigt at meddele navnene på de fanger, præsterne ønskede at besøge, når de indfandt sig i et tugthus. Kartoteket gjorde senere nytte ved Folke Bernadottes aktion med de hvide busser.
Efter krigens afslutning forsatte Zassenhaus sine medicinstudier, først i Hamburg og siden i København. I 1952 afsluttede hun sine studier og flyttede til USA, hvor hun bosatte sig i Baltimore.
For sit arbejde under krigen modtog hun bl.a. St. Olavs Orden i Norge, Dannebrogordenen i Danmark og Bundesverdienstkreuz i Vesttyskland.
I 1947 udkom hendes erindringer om arbejdet med tugthusfangerne på norsk og året efter på dansk under titlen Staa Vagt i Mørket. I 1974 udgav hun en ny erindringsbog på engelsk under titlen Walls, der samme år udkom på dansk med titlen Mure.